# Hamu Beya – The Sand Fishers
Pour plus de détails, voir Fiche technique et Distribution.
Hamu Beya – The Sand Fishers est un film documentaire malien réalisé par Andrey Samoute Diarra en 2014. Le film est consacré au peuple Bozo au Mali,. Il a reçu l'Africa Movie Academy Award du meilleur film documentaire en 2014, conjointement avec Portrait of a Lone Farmer. 

## Récompenses et nominations
- Africa Movie Academy Award du meilleur film documentaire 2014.